# Serrat de la Llebre
El Serrat de la Llebre és una serra situada al municipi de Moià, a la comarca del Moianès, amb una elevació màxima de 787 metres.